# Alexey Vermeulen
Alexey Vermeulen (Memphis, 16 de diciembre de 1994) es un ciclista estadounidense.

## Palmarés
2016
- 3.º en el Campeonato de Estados Unidos Contrarreloj

2017
- 3.º en el Campeonato de Estados Unidos en Ruta

2018
- 1 etapa de la Vuelta a Marruecos[1]

## Resultados en Campeonatos del Mundo
Durante su carrera deportiva consiguió los siguientes puestos en los Campeonatos del Mundo:
| Carrera              | Carrera              | 2016 | 2017 | 2018 |
| -------------------- | -------------------- | ---- | ---- | ---- |
| Mundial en Ruta      | Mundial en Ruta      | Ab.  | Ab.  | —    |
| Mundial Contrarreloj | Mundial Contrarreloj | 28.º | —    | —    |

—: no participa

Ab.: abandono